# Thymoites rarus
Thymoites rarus är en spindelart som först beskrevs av Eugen von Keyserling 1886.  Thymoites rarus ingår i släktet Thymoites och familjen klotspindlar. Inga underarter finns listade i Catalogue of Life.